# Cagnes-sur-Mer
Cagnes-sur-Mer är en fransk kommun belägen på Franska Rivieran i departementet Alpes-Maritimes och regionen Provence-Alpes-Côte d'Azur.
Cagnes-sur-Mer är beläget vid kusten i bukten Baie des Anges, där även Antibes, Villeneuve-Loubet, St Laurent-du-Var och Nice ingår. Cagnes-sur-Mer är geografiskt sett en liten stad, men tätbebyggd. 
Invånarna kallas cagneoiser.

## Geografisk indelning
Stadskärnan ligger inte precis vid kusten utan vid foten av den äldsta delen, Haut-de-Cagnes (ung. översättning: höga delen av Cagnes) som ligger på en kulle. Kullen är full av gamla stenhus och där finns även en borg från medeltiden. Runt stadskärnan är bebyggelsen mer modern men det finns en till gammal del, Cros-de-Cagnes, som är ett gammalt fiskesamhälle vid kusten. Namnet Cros har ingen betydelse på franska, man kan möjligen spekulera i att det kommer från ordet "croix" som betyder "kors". Det bedrivs fiske där än idag från en gedigen liten fiskehamn. Vid kommunens norra gräns reser sig två ståtliga berg, Baou de La Gaude och Baou de St Jeannet. Från dem rinner floden la Cagne som har gett staden sitt namn och i floddalen vid Haut-de-Cagnes fot bedrivs odling. Där finns även flera sportcentrum och stadens två gymnasier Lycée Auguste Renoir och École Proffesionel Auguste Escoffier (yrkesgymnasium). Cagnes-sur-Mer består också av flera andra bostadsområden så som Les Colettes, Val Fleurie etc.

## Sevärdheter
Musée Renoir är inrett i Pierre-Auguste Renoirs hem bland olivlundarna i Les Colettes.
Le Hippodrôme de la Côte d'Azur är en stor hästlöpningsbana för både galopp och trav.

## Befolkningsutveckling
Antalet invånare i kommunen Cagnes-sur-Mer
| Referens: INSEE |

## Kända personer från Cagnes-sur-Mer
- Pierre-Auguste Renoir

## Övrigt
Ingmar Bergman tillbringade en del tid i Cagnes-sur-Mer när han skrev på sin film Fängelset.
Pär Lagerkvist bodde åren 1923-1924 i Cagnes-sur-Mer. Mer specifikt i den gamla stadsdelen Haut de Cagnes på Rue du Piolet där han bland annat skrev Gäst hos verkligheten. Han fick den 30 juni 2012 en terrass i Haut de Cagnes uppkallad efter sig "Belvedère Pär Lagerkvist" där det även finns en plakett med information om denna Nobelpristagare.